# 欧特罗皮乌斯
弗拉维乌斯·欧特罗皮乌斯（拉丁語：Flavius Eutropius，320年代—4世紀）是一位古罗马历史学家。欧特罗皮乌斯的出生地存在争议。有些学者声称他出生于波尔多，其實是名医学家，也有資料說他是意大利人，据说他在亚洲拥有庄园。除此之外，他的名字來源自希腊语，因此他也不太可能来自高卢。然而几乎可以肯定的在尤利安統治時期他被當做异教徒看待。
他曾在君士坦丁堡担任帝国秘书（拉丁文：magister memoriae） 。363年，欧特罗皮乌斯陪同尤利安远征安息帝國。欧特罗皮乌斯至少活到了瓦伦斯统治时期。在此期間，他將自己撰寫的《罗马史概要》（Summary of Roman History）上交給瓦伦斯。